# Marronniers et ferme au Jas de Bouffan
Marronniers et ferme au Jas de Bouffan est le titre de plusieurs tableaux du peintre français Paul Cézanne, dont une peinture à l'huile sur toile réalisée en 1884-1885, mesurant 91,8 × 72,9 cm et conservée aux États-Unis, au Norton Simon Museum de Pasadena en Californie.

## Analyse
Ce tableau montre la ferme du domaine familial de Cézanne près d'Aix-en-Provence, la bastide du Jas de Bouffan. Cette ferme est située juste à proximité de la bastide familiale. Cézanne peint ce tableau pour l'offrir à un de ses domestiques. Il joue du contraste entre les volumes géométriques de la ferme et les frondaisons des marronniers en automne.